# ليوسفة (الحوازة الغربية)
ليوسفة هو دُوَّار يقع بجماعة لحوازة، إقليم سطات، جهة الدار البيضاء سطات في المملكة المغربية. ينتمي الدوّار لمشيخة الحوازة الغربية التي تضم 5 دواوير. يقدر عدد سكانه بـ 756 نسمة حسب الإحصاء الرسمي للسكان والسكنى لسنة 2004.

## روابط خارجية
- البوابة الوطنية للجماعات الترابية نسخة محفوظة 12 مارس 2018 على موقع واي باك مشين.
- المندوبية السامية للتخطيط